# Grădinari, Caraș-Severin
Gradinari là một xã thuộc hạt Caraș-Severin, România. Dân số thời điểm năm 2002 là 2206 người.